# 잔 야만
잔 야만(Can Yaman, 1989년 11월 8일 ~ )는 터키의 배우이다.

## 참여 작품

### 텔레비전
- 돌루나이
- 에르켄지 쿠시

### 광고
- 메르세데스-벤츠
- 디즈니+
- 돌체앤가바나